# Hasičský záchranný sbor České republiky

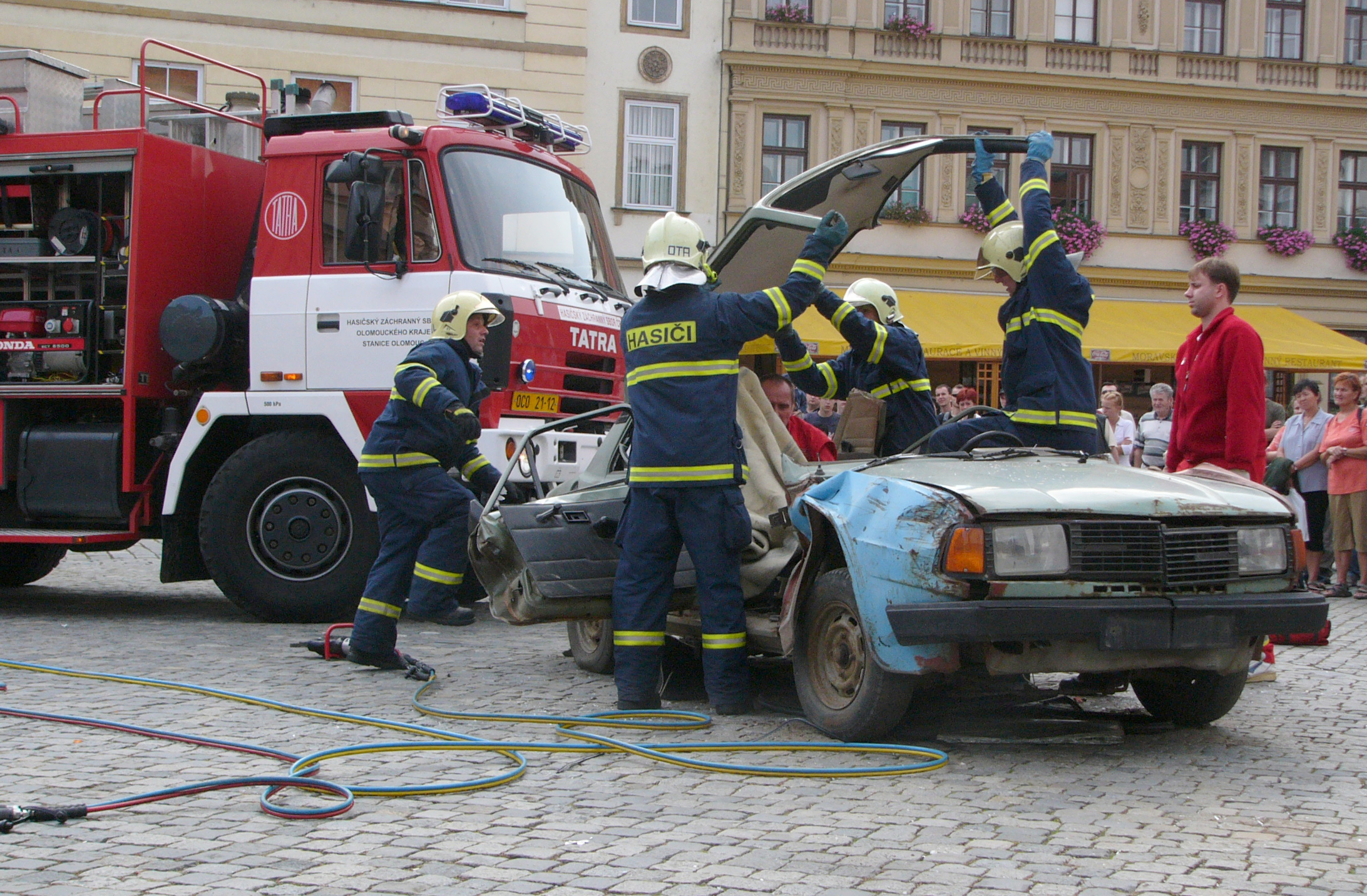
Hasiči ve spolupráci se zdravotnickou záchrannou službou předvádí ukázku vyprošťování zraněného z auta

Hasičský záchranný sbor České republiky (HZS ČR) je bezpečnostní sbor České republiky, jehož základním úkolem je chránit životy a zdraví obyvatel, životní prostředí, zvířata a majetek před požáry a jinými mimořádnými událostmi a krizovými situacemi (živelní pohromy apod.). Vznikl 1. ledna 1995 ze Sboru požární ochrany, a to na základě zákona č. 203/1994 Sb. K 1. lednu 2001 byla zákonem č. 238/2000 Sb., o Hasičském záchranném sboru České republiky a o změně některých zákonů, provedena reorganizace HZS ČR do současné podoby. Činnost HZS ČR se řídí dle zákona č. 320/2015 Sb., o Hasičském záchranném sboru České republiky a o změně některých zákonů (zákon o hasičském záchranném sboru), ve znění pozdějších předpisů.
Hasiči jsou ve služebním poměru, který upravuje zákon č. 361/2003 Sb., o služebním poměru příslušníků bezpečnostních sborů. Hasičský záchranný sbor České republiky měl v roce 2020 celkem 10 100 příslušníků a dalších 1036 civilních zaměstnanců v pracovním poměru (z celkového počtu je 15,29 % žen). V čele Hasičského záchranného sboru České republiky stojí generální ředitel, kterým je od roku 2021 Vladimír Vlček. 

## Organizační struktura

Hasičský záchranný sbor Středočeského kraje – Stanice Slaný

Hasičský záchranný sbor České republiky dle zákona tvoří generální ředitelství, hasičské záchranné sbory krajů, záchranný útvar a škola.

### Generální ředitelství
Generální ředitelství Hasičského záchranného sboru je součástí Ministerstva vnitra České republiky a řídí hasičské záchranné sbory krajů, záchranný útvar a školu. V jeho čele stojí generální ředitel Hasičského záchranného sboru České republiky. Generálním ředitelem HZS ČR je od 19. července 2021 generálporučík Vladimír Vlček.
Součástí generálního ředitelství jsou vzdělávací, technická a jiná účelová zařízení. Jedním z nich je Hasičský útvar ochrany Pražského hradu (HÚOPH), jehož velitel je přímo podřízen generálnímu řediteli, organizační jednotkou generálního ředitelství je Školní a výcvikové zařízení HZS ČR (ŠVZ HZS ČR) se sídlem v Brně a pracovištěm ve Zbirohu. Pod náměstky generálního ředitele spadá Institut ochrany obyvatelstva (IOO), sídlící v Lázních Bohdaneč, Technický ústav požární ochrany (TÚPO), sídlící v Praze, a Servisní a opravárenské zařízení HZS ČR (SOZ HZS ČR), sídlící v Olomouci.

### Hasičské záchranné sbory krajů
Hasičské záchranné sbory krajů jsou organizačními složkami státu a účetními jednotkami. Územní obvody HZS jednotlivých krajů se shodují s územím samosprávných krajů. HZS krajů mají obdobnou vnitřní strukturu jako generální ředitelství. Krajská ředitelství, v jejichž čelech stojí ředitelé, řídí jednotlivé územní odbory, jejichž působnost je shodná s územím okresů.
| HZS kraje                                       | Sídlo            | Počet stanic | Územní odbory                                                                                |
| ----------------------------------------------- | ---------------- | ------------ | -------------------------------------------------------------------------------------------- |
| Hasičský záchranný sbor hlavního města Prahy    | Praha            | 11           | nečlení se                                                                                   |
| Hasičský záchranný sbor Středočeského kraje     | Kladno           | 33           | 9 – Benešov, Beroun, Kladno, Kolín, Kutná Hora, Mělník, Mladá Boleslav, Nymburk, Příbram     |
| Hasičský záchranný sbor Jihočeského kraje       | České Budějovice | 20           | 7 – České Budějovice, Český Krumlov, Jindřichův Hradec, Písek, Prachatice, Strakonice, Tábor |
| Hasičský záchranný sbor Plzeňského kraje        | Plzeň            | 17           | 5 – Domažlice, Klatovy, Plzeň, Rokycany, Tachov                                              |
| Hasičský záchranný sbor Karlovarského kraje     | Karlovy Vary     | 8            | 3 – Cheb, Karlovy Vary, Sokolov                                                              |
| Hasičský záchranný sbor Ústeckého kraje         | Ústí nad Labem   | 21           | 7 – Děčín, Chomutov, Litoměřice, Most, Teplice, Ústí nad Labem, Žatec                        |
| Hasičský záchranný sbor Libereckého kraje       | Liberec          | 10           | 4 – Česká Lípa, Liberec, Jablonec nad Nisou, Semily                                          |
| Hasičský záchranný sbor Královéhradeckého kraje | Hradec Králové   | 14           | 5 – Jičín, Hradec Králové, Náchod, Rychnov nad Kněžnou, Trutnov                              |
| Hasičský záchranný sbor Pardubického kraje      | Pardubice        | 15           | 4 – Chrudim, Pardubice, Svitavy, Ústí nad Orlicí                                             |
| Hasičský záchranný sbor Kraje Vysočina          | Jihlava          | 21           | 5 – Havlíčkův Brod, Jihlava, Pelhřimov, Třebíč, Žďár nad Sázavou                             |
| Hasičský záchranný sbor Jihomoravského kraje    | Brno             | 26           | 7 – Brno-město, Brno-venkov, Blansko, Břeclav, Hodonín, Vyškov, Znojmo                       |
| Hasičský záchranný sbor Olomouckého kraje       | Olomouc          | 13           | 5 – Olomouc, Prostějov, Přerov, Šumperk, Jeseník                                             |
| Hasičský záchranný sbor Moravskoslezského kraje | Ostrava          | 23           | 6 – Bruntál, Frýdek-Místek, Karviná, Nový Jičín, Ostrava, Opava                              |
| Hasičský záchranný sbor Zlínského kraje         | Zlín             | 13           | 4 – Kroměříž, Uherské Hradiště, Vsetín, Zlín                                                 |

### Záchranný útvar
Záchranný útvar Hasičského záchranného sboru České republiky (ZÚ HZS ČR) je organizační složkou státu a účetní jednotkou. V jeho čele stojí velitel útvaru. Jedná se o celorepublikový útvar se sídlem v Hlučíně, který je určen pro řešení mimořádných událostí velkého rozsahu, k čemuž disponuje odpovídající těžkou technikou.

### Škola
Střední odborná škola požární ochrany a Vyšší odborná škola požární ochrany je organizační složkou státu a účetní jednotkou. V jejím čele je ředitel, sídlí ve Frýdku-Místku a poskytuje vzdělání v oblasti požární ochrany, ochrany obyvatelstva, integrovaného záchranného systému a krizového řízení a provádí odbornou přípravu podle zákona o požární ochraně.

## Hasičské stanice

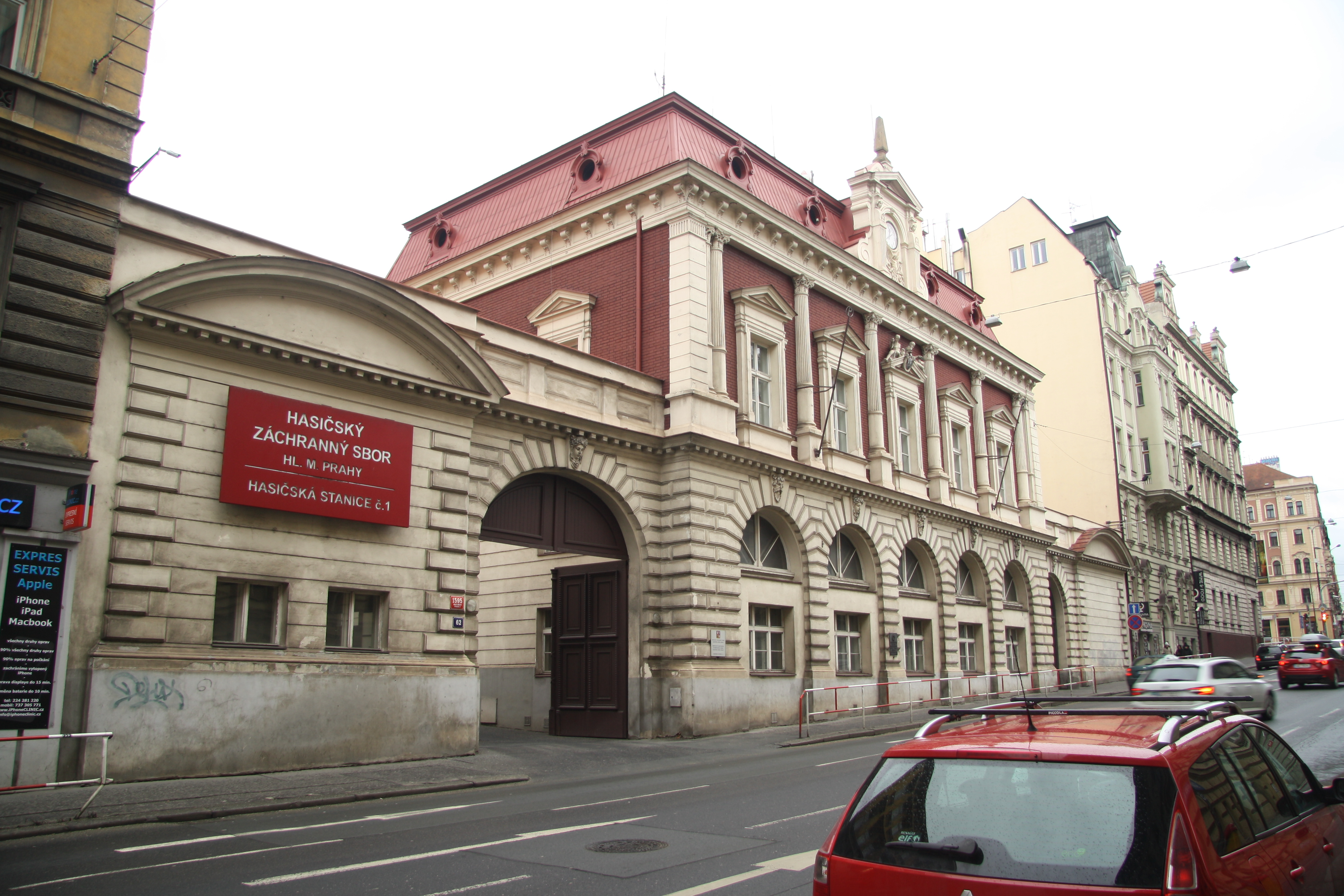
Sídlo Hasičského záchranného sboru hlavního města Prahy v Sokolské ulici na Novém Městě

Po celé ČR je rozmístěných celkem 238 stanic Hasičského záchranného sboru ČR.
- C1 – stanice umístěná v obci s počtem obyvatel do 40 tisíc,
- C2 – stanice umístěná v obci s počtem obyvatel od 40 tisíc do 75 tisíc,
- C3 – stanice umístěná v obci s počtem obyvatel nad 75 tisíc,
- P0 – stanice umístěná v obci s počtem obyvatel do 15 tisíc, kde jednotka hasičského záchranného sboru kraje vznikla sdružením prostředků obce a hasičského záchranného sboru kraje podle § 69a zákona,
- P1 – stanice umístěná v obci s počtem obyvatel do 15 tisíc nebo v části obce, kde jednotka hasičského záchranného sboru kraje zabezpečuje výjezd družstva o zmenšeném početním stavu
- P2 – stanice, která zabezpečuje výjezd družstva a je vybavena stanovenou požární technikou a automobilovým žebříkem,
- P3 – stanice umístěná v obci s počtem obyvatel nad 30 tisíc nebo v části obce, kde jednotka hasičského záchranného sboru kraje zabezpečuje výjezd družstva a družstva o zmenšeném početním stavu a je vybavena stanovenou požární technikou, automobilovým žebříkem a další požární technikou,
- P4 – stanice umístěná v obci s počtem obyvatel nad 15 tisíc nebo v části obce, kde jednotka hasičského záchranného sboru kraje zabezpečuje výjezdy 2 družstev.

## Úkoly
Základním posláním HZS ČR je chránit životy a zdraví obyvatel a majetek před požáry a poskytovat účinnou pomoc při mimořádných událostech. HZS ČR plní úkoly v oblasti integrovaného záchranného systému, krizového řízení a požární ochrany.
Pokud zvláštní právní předpis stanoví v mezích úkolů hasičského záchranného sboru působnost ministerstva, vykonává ji generální ředitelství. Úkoly hasičského záchranného sboru plní příslušníci HZS ve služebním poměru a občanští zaměstnanci HZS v pracovním poměru.

## Příslušníci
Příslušníkům přísluší služební stejnokroj a služební hodnost. Každý příslušník je i v době mimo službu, pokud není pod vlivem léků nebo jiných látek, které závažným způsobem snižují jeho schopnost jednání, povinen provést zásah, popřípadě učinit jiná opatření k provedení zásahu.
Složení služebního slibu je podmínkou vzniku služebního poměru. Služební slib příslušníka zní:
„Slibuji na svou čest a svědomí, že při výkonu služby budu nestranný a budu důsledně dodržovat právní a služební předpisy, plnit rozkazy svých nadřízených a nikdy nezneužiji svého služebního postavení. Budu se vždy a všude chovat tak, abych svým jednáním neohrozil dobrou pověst bezpečnostního sboru. Služební povinnosti budu plnit řádně a svědomitě a nebudu váhat při ochraně zájmů České republiky nasadit i vlastní život.“

## Statistika
V roce 2022 zasahovaly jednotky požární ochrany (JPO) celkem u 151 619 událostí. Do tohoto počtu je zahrnuto 29 událostí (z toho 15 požárů), k nimž došlo v zahraničí a byly k nim JPO z Česka povolány, nebo se jednalo o zásah na obou stranách hranice. Zároveň jsou do celkového počtu zahrnuty i humanitární pomoci Česka do zahraničí (21 případů). Hasiči při zásazích bezprostředně zachránili 34 559 osob a dalších 116 218 osob před hrozícím nebezpečím evakuovali.

## Vozy

Tatra 815-7 CAS 30 9000/900 – S3VH Hasičského záchranného sboru Moravskoslezského kraje

HZS ČR a jednotky požární ochrany v současnosti[kdy?] používají tyto typy vozů:

### Cisternové automobilové stříkačky
- CAS 15 MB Atego, MAN
- CAS 16 MB Unimog, Renault Camiva
- CAS 16 Daewoo Avia nebo Praga V3S
- CAS 20 Scania
- CAS 20 Tatra TerrNo.1, TerrNo. 2, Terra
- CAS 20 MAN
- CAS 20 Iveco Magirus
- CAS 20 MB Atego
- CAS 20 Volvo
- CAS 24 Renault Kerax
- CAS 24 Liaz 101
- CAS 25 Škoda 706 RTHP
- CAS 25 T815-2
- CAS 27 Dennis
- CAS 32 T815
- CAS 32 T148
- CAS 30 T815-7
- CAS 30 Scania

### Speciální technika
- TA-L1, TA-S3
- RZA – např. VW T5, MB Sprinter
- VEA
- KHA nebo PLHA
- AZ Iveco Magirus
- AZ Renault EPA 30
- AZ 30 MB Atego
- AV 14,16,20,28 nebo 30 Tatra 815 6x6 nebo 8x8
- Tank SPOT-55
- AM-50 T 813 8x8
- VT-55,VT-72
- Nosiče kontejnerů např. Tatra 815 8x8, Scania, Volvo, MB Actros
- UDS 214 T 815
- Těžký terénní tahač přívěsů Tatra 815 8x8
- Podvalník P50
- Jeřáby různých nosností, např. AJ 28
- DA Škoda Kodiaq

Klasifikace techniky
- AJ – Automobilový jeřáb
- AP – Automobilová plošina
- AZ – Automobilový žebřík
- CAS – Cisternová automobilová stříkačka
- DA – dopravní automobil
- K – kontejner
- KHA – Kombinovaný hasicí automobil
- LCAS/LKHA – Letištní speciál
- LP – Lesní speciál
- PHA – Pěnový automobil
- PLHA – Plynový automobil
- PRHA – Práškový automobil
- PPLA – Protiplynový automobil
- RZA – Rychlý zásahový automobil
- TA – Technický automobil
- TACH – Chemický automobil
- V – Požární vlak
- VA – Vyšetřovací automobil
- VEA – Velitelský automobil
- VYA – Vyprošťovací automobil
- O – Ostatní

## Služební medaile
Podle vyhlášky Ministerstva vnitra č. 433/2004 Sb. uděluje Hasičský záchranný sbor České republiky svým příslušníkům následující tři služební medaile:
| Za statečnost | Za zásluhy o bezpečnost | Za věrnost (I., II. a III. stupeň) |
| ------------- | ----------------------- | ---------------------------------- |
|               |                         |                                    |